# Hermann-von-Nathusius-Medaille
Die Hermann-von-Nathusius-Medaille wurde 1928 von der Deutschen Gesellschaft für Züchtungskunde e. V. (DGfZ) im Gedenken an Hermann Engelhard von Nathusius, einen bedeutenden deutschen Tierzüchter, gestiftet. Mit der in der Regel jährlichen Verleihung werden Persönlichkeiten geehrt, die sich in der Tierzucht oder auch der Produktkunde ausgezeichnet haben.
Die DGFZ wurde im Jahr 1905 als ein gemeinnütziger Verein gegründet. Nach ihrer Satzung soll die Gesellschaft in einer engen Zusammenarbeit zwischen Tierzucht und Veterinärmedizin dem Fortschritt auf den Gebieten der Tierzüchtung, der Tierhaltung, der Tierernährung, der Fortpflanzung sowie der Gesundheit landwirtschaftlicher Nutztiere dienen.

## Bisher Ausgezeichnete
- 1930: Nicolaus Wychgram, Wybelsum b. Emden (1860–1941)
- 1932: Axel de Chapeaurouge, Hamburg (1861–1941)
- 1932: Gustav Frölich, Halle (1879–1940)
- 1932: Johannes Hansen, Berlin (1863–1938)
- 1932: Heinz Henseler, München (1885–1968)
- 1936: Johannes Freiherr von Gumppenberg, Berlin (1891–1959)
- 1936: Bernd Freiherr von Kanne, Berlin (1884–1967)
- 1936: Carl Kronacher, Berlin (1871–1938)
- 1936: Karl Kürschner (Ministerialrat), Berlin
- 1936: Konrad Meyer, Berlin (1901–1973)
- 1936: Jakob Peters, Königsberg (1873–1944)
- 1937: Ulrich Duerst, Bern, Schweiz (1876–1950)
- 1937: Adolf Köppe, Norden (1874–1956)
- 1944: Wilhelm Zorn, Tschechnitz (1884–1968)
- 1947: Hans Gutbrod, Bayern (1877–1948)
- 1950: Jonas Schmidt, Hohenheim (1885–1958)
- 1954: André-Max Leroy, Paris, Frankreich (1892–1978)
- 1955: Richard Götze, Hannover (1890–1955)
- 1955: Wilhelm Niklas, München (1887–1957)
- 1957: Telesforo Bonadonna, Mailand (1901–1987)
- 1957: Ludwig Dürrwaechter (Ministerialdirektor), München (1897–1964)
- 1957: John Hammond, Cambridge, England (1889–1964)
- 1960: Jay Laurence Lush, Ames, Iowa, USA (1896–1982)
- 1962: Carl Theodor Schneider, Hofschwicheldt (1902–1964)
- 1965: Malcolm Robert Irwin, Madison, Wisconsin, USA (1897–1987)
- 1967: Werner Kirsch, Hohenheim, (1901–1975)
- 1975: Edwin Lauprecht, Göttingen (1897–1987)
- 1976: Franz Gerauer (Senator), Hartham, Niederbayern (1900–1987)
- 1979: Ivar Johansson, Djursholm, Schweden (1891–1988)
- 1981: Charles Roy Henderson, Ithaca, USA (1911–1989)
- 1983: Walther Baier, München (1903–2003)
- 1983: Wolfgang von Scharfenberg, Wanfried (1914–2005)
- 1984: Fritz Haring, Göttingen (1907–1990)
- 1985: Heino Hartwig Messerschmidt, Gokels (1915–1990)
- 1986: Harald Skjervold, As, Norwegen (1917–1995)
- 1987: Dietrich Fewson, Hohenheim (1925–2004)
- 1988: Hermann Bogner, Grub (1921–2012)
- 1988: Joachim Hahn, Hannover (1924–2019)
- 1989: Joachim Hans Weniger, Berlin (1925–2015)
- 1990: Hans Moser, Süßen, Baden-Württemberg (1926–2008)
- 1991: Horst Kräußlich, München (1926–2010)
- 1992: Rudolf Waßmuth, Gießen (1928–2023)
- 1993: Hans Merkt, Hannover (1923–2001)
- 1994: Hans Otto Gravert, Kronshagen (1928–2015)
- 1995: Franz Pirchner, Innsbruck (1927–2019)
- 1996: Franz Schmitten, Bonn (1929–2011)
- 1997: Diedrich Smidt, Neustadt-Mariensee, Garbsen (1931–2018)
- 1998: Georg Schönmuth, Berlin (1928–2016)
- 1999: Gottfried Averdunk, Grub (1934–2011)
- 2000: Peter Glodek, Göttingen (1934–2024)
- 2001: Gerhard von Lengerken, Halle/Saale (* 1935)
- 2002: Erhard Kallweit, Neustadt-Evensen (* 1936)
- 2003: Hans-Jürgen Langholz, Upleward (1935–2024)
- 2004: Ernst Kalm, Kiel (* 1940)
- 2005: Dietmar Flock, Cuxhaven (* 1934)
- 2006: Leo Dempfle, Freising-Weihenstephan (* 1942)
- 2007: Ernst Lindemann, Berlin (1936–2021)
- 2008: Franz Ellendorff, Neustadt-Mariensee (* 1941)
- 2009: Lawrence Schaeffer, Guelph, Kanada (* 1947)
- 2012: Manfred Schwerin, Rostock (* 1950)
- 2013: Eildert Groeneveld, Neustadt-Mariensee (* 1948)
- 2014: Georg Erhardt, Gießen (* 1950)
- 2015: Ernst Pfeffer, Bonn (1939–2017)
- 2016: Rudolf Preisinger, Cuxhaven (* 1957)
- 2017: Heiner Niemann, Neustadt-Mariensee (* 1953)[2][3]
- 2018: Theo Meuwissen, As, Norwegen (* 1963)
- 2019: Karl Schellander, Bonn (* 1956)
- 2020: Hans-Rudolf Fries, München (* 1955)
- 2021: Reinhard Reents, Verden (* 1962)
- 2022: Hermann H. Swalve, Halle/Saale (* 1957)
- 2023: Cord Drögemüller, Bern (* 1970)
- 2024: Kay-Uwe Götz, Grub (* 1959)